# Nicotina
La nicotina és un alcaloide present en la família de plantes de les solanàcies, que constitueix aproximadament el 0,6-3,0% del pes sec del tabac. La biosíntesi es produeix a les arrels i la nicotina s'acumula a les fulles. Funciona com a substància antiherbívors, amb una especificitat particular per als insectes; per tant, en el passat, la nicotina va ser utilitzada àmpliament com a insecticida i actualment continuen tenint un ús estès anàlegs de la nicotina com ara la imidacloprida.
Tota o gran part de la nicotina present a les cigarretes i cigarretes electròniques és afegida artificialment. A concentracions baixes (una cigarreta mitjana allibera aproximadament 1 mg de nicotina absorbida), la substància actua com a estimulant en els mamífers i és un dels principals factors responsables de les propietats creadores de dependència del tabaquisme. Segons l'American Heart Association, "l'addicció a la nicotina ha estat històricament una de les addiccions més difícils de superar." Les característiques farmacològiques i etològiques que determinen l'addicció al tabac són semblants a les que determinen l'addicció a drogues com ara l'heroïna i la cocaïna.

## Història i nom
La nicotina deu el seu nom a la planta del tabac, Nicotiana tabacum, que al seu torn fou anomenada en referència a Jean Nicot de Villemain, ambaixador francès al Portugal, que envià tabac i llavors del Brasil a París el 1560 i en va promoure l'ús medicinal. La nicotina va ser aïllada de la planta del tabac per primer cop el 1828 pels químics alemanys Posselt & Reimann. La seva fórmula empírica química va ser descrita per Melsens el 1843, la seva estructura va ser descoberta per Garry Pinner el 1893, i va ser sintetitzada per primer cop el 1904 per A. Pictet i Crepieux.

## Química
La nicotina és un líquid oliós i higroscòpica, que és miscible amb l'aigua en la seva forma bàsica. Com a base nitrogenada que és, la nicotina forma sals amb àcids que són generalment sòlides i solubles en aigua. La nicotina penetra fàcilment la pell. Com ho mostren les dades físiques, la nicotina en la seva forma de base lliure crema a una temperatura per sota del seu punt d'ebullició, i els seus vapors combusteixen a 308 K en l'aire, malgrat una pressió de vapor baixa. A causa d'això, gran part de la nicotina es crema quan es fuma una cigarreta; tanmateix, se n'inhala prou com per provocar els efectes desitjats. La quantitat de nicotina inhalada amb el fum del tabac és una petita part de la quantitat continguda a les fulles de tabac.

## Activitat òptica
La nicotina és òpticament activa, amb dues formes enantiomèriques. La forma de nicotina que es troba a la natura és levogira, amb [α]D = –166.4 °. La forma dextrogira, la (+)-nicotina, només presenta la meitat d'activitat fisiològica de la (–)-nicotina. Per tant, és més feble en el sentit que en cal una dosi més elevada per aconseguir els mateixos efectes. Les sals de la (+)-nicotina són generalment dextrogires.

## Farmacologia

### Farmacocinètica
Quan la nicotina entra al cos, és distribuïda ràpidament pel flux sanguini i pot travessar la barrera hematoencefàlica. De mitjana, la substància triga un set segons a arribar al cervell quan és inhalada. La vida mitjana de la nicotina dins el cos és d'aproximadament dues hores. La quantitat de nicotina absorbida pel cos del tabac depèn de molts factors, incloent-hi el tipus de tabac, si s'inhala el fum, i si s'utilitza un filtre. Pel tabac per mastegar, el tabac sense fum i el tabac per ensumar, que són mantinguts entre els llavis i les genives, o consumits pel nas, la quantitat de nicotina alliberada al cos tendeix a ser molt més gran que en el cas del tabac fumat. La nicotina és metabolitzada al fetge per enzims del citocrom P450 (principalment CYP2A6, i també CYP2B6). Un metabòlit important és la cotinina. Altres metabòlits principals inclouen el nicotina N'-òxid, la nornicotina, l'ió nicotina isometoni, la 2-hidroxinicotina i el nicotina glucurònid.

### Detecció d'ús
La nicotina es pot quantificar en la sang, plasma o orina per confirmar una diagnosi d'enverinament o per facilitar una investigació de mort medicolegal. Les concentracions de cotinina urinàries o salivàries es mesuren amb freqüència en programes com ara assegurances mèdiques. És important que hi hagi una interpretació cautelosa dels resultats, ja que l'exposició passiva al fum de cigarrets pot resultar en una acumulació important de nicotina. L'ús de la nicotina no està regulat en l'esport de competició, encara que l'ús d'aquesta droga s'ha demostrat que té un efecte beneficiós en la resistència atlètica en persones que mai havien fet servir la nicotina anteriorment.

### Farmacodinàmica
La nicotina actua sobre els receptors nicotínics, concretament el receptor nicotínic de tipus gangli i un receptor nicotínic de l'SNC. El primer es troba a la medul·la adrenal i altres llocs, mentre que l'últim es troba al sistema nerviós central (SNC). En concentracions petites, la nicotina augmenta l'activitat d'aquests receptors. La nicotina també té efectes sobre una varietat d'altres neurotransmissors a través de mecanismes menys directes.

#### A l'SNC
En unir-se als receptors nicotínics, la nicotina augmenta el nivell de diversos neurotransmissors – funcionant com una mena de "control de volum". Es creu que el nivell augmentat de dopamina als circuits de recompensa del cervell és el responsable de l'eufòria, la relaxació i l'eventual addicció provocades pel consum de nicotina. Una única diferència d'aminoàcid entre els receptors de l'acetilcolina del cervell i dels músculs explica per què la nicotina activa l'SNC però no activa els músculs esquelètics (causant la mort instantània). Per tant, l'addicció a la nicotina és una coincidència biològica.
El fum de tabac conté els inhibidors de la monoamina oxidasa harmana i norharmana, i redueix significativament l'activitat de les monoamina oxidases en els fumadors. Els enzims MAO descomponen neurotransmissors monoaminèrgics com la dopamina, la norepinefrina i la serotonina.
L'exposició crònica a la nicotina mitjançant el fum del tabac sobreregula el alpha4beta2* nAChR a les regions del cerebel i el tronc de l'encèfal, però no estructures habenulopedunculars.

#### A l'SNP
La nicotina també activa el sistema nerviós simpàtic, actuant via els nervis esplàncnics a la medul·la adrenal, estimulant l'alliberament d'epinefrina. L'acetilcolina alliberada per les fibres simpàtiques pregangliòniques d'aquests nervis actua sobre els receptors nicotínics, provocant l'alliberament d'epinefrina (i norepinefrina) al flux sanguini.

## Efectes fisiològics
A dosis petites, la nicotina té un efecte estimulant; augmenta l'activitat, l'atenció i la memòria. També augmenta el ritme cardíac i la pressió sanguínia, i redueix l'apetit. A dosis elevades provoca nàusees i vòmits.
Els consumidors habituals de nicotina desenvolupen una dependència de la substància. Els símptomes de l'abstinència inclouen irritabilitat, maldecaps i ansietat. Poden durar mesos o fins i tot anys, tot i que el seu pic arriba generalment després de 48-72 hores d'abstinència.
Tot i que la quantitat de nicotina inhalada pel fum del tabac és més aviat petita (gran part de la substància és destruïda per la calor), continua sent suficient per causar dependència.
Quan arriba als receptors nicotínics, a baixes concentracions n'augmenta l'activitat, provocant un augment de la producció d'adrenalina, una hormona estimulant. La cotinina és un metabòlit de la nicotina que roman a la sang fins a 48 hores, motiu pel qual pot ser utilitzada com a indicador de l'exposició individual al fum.
A concentracions elevades, bloqueja els receptors de l'acetilcolina (receptors nicotínics). Aquest és el motiu de la seva toxicitat i la seva eficàcia com a insecticida.
A més d'això, la nicotina incrementa el nivell de dopamina als circuits cerebrals del plaer. Estudis han demostrat que el fum del tabac inhibeix la monoamina oxidasa (MAO), responsable de la degradació al cervell dels neurotransmissors monoaminèrgics, com ara la dopamina. Això genera una sensació de plaer amb un mecanisme anàleg al de la cocaïna i l'heroïna. Per consegüent, la dependència de la nicotina està relacionada amb la necessitat bioquímica de mantenir nivells elevats de dopamina. Igualment, és possible que altres substàncies presents al fum del tabac contribueixin sinèrgicament a crear aquest efecte.
La nicotina és un potent vasoconstrictor, motiu pel qual fa augmentar el risc de patologies cardiovasculars relacionades amb l'arterioesclerosi.
A més de tot això, la nicotina també explica un curiós efecte a nivell gàstric en sinergia amb altres components del fum del tabac. Pocs minuts després d'inhalar fum de tabac, s'observa un augment del 15% en la secreció d'HCl (àcid clorhídric) per part de la mucosa gàstrica. Aquest podria ser el motiu pel qual el desig de fumar augmenta després dels àpats, especialment si són abundants.

## Efectes psicoactius
Els efectes alterants de l'humor de la nicotina varien. Primer causa un alliberament de glucosa del fetge i epinefrina (adrenalina) de la medul·la adrenal, causant estimulació. Els usuaris relaten sensacions de relaxació, nitidesa, calma i alerta. Com que redueix l'apetit i augmentant el metabolisme, alguns fumadors poden perdre pes.
Quan es fuma una cigarreta, la sang rica en nicotina passa dels pulmons al cervell en set segons i immediatament provoca l'alliberament de molts missatgers químics, incloent-hi acetilcolina, norepinefrina, epinefrina, vasopressina, arginina, dopamina, agents autocrins i beta-endorfina. Aquest alliberament de neurotransmissors i hormones és el responsable de gran part dels efectes de la nicotina. Sembla que la nicotina millora la concentració i la memòria degut a l'increment de l'acetilcolina. També sembla millorar l'alerta degut a l'augment d'acetilcolina i norepinefrina. L'excitació és augmentada per l'increment de norepinefrina. El dolor és reduït per l'augment de l'acetilcolina i la beta-endorfina. L'ansietat és reduïda per l'augment de beta endorfina. La nicotina també sensibilitza els sistemes de recompensa del cervell. Al fum que s'inhala, la majoria de cigarretes contenen entre 0,1 i 2,8 mil·ligrams de nicotina.

## Dependència

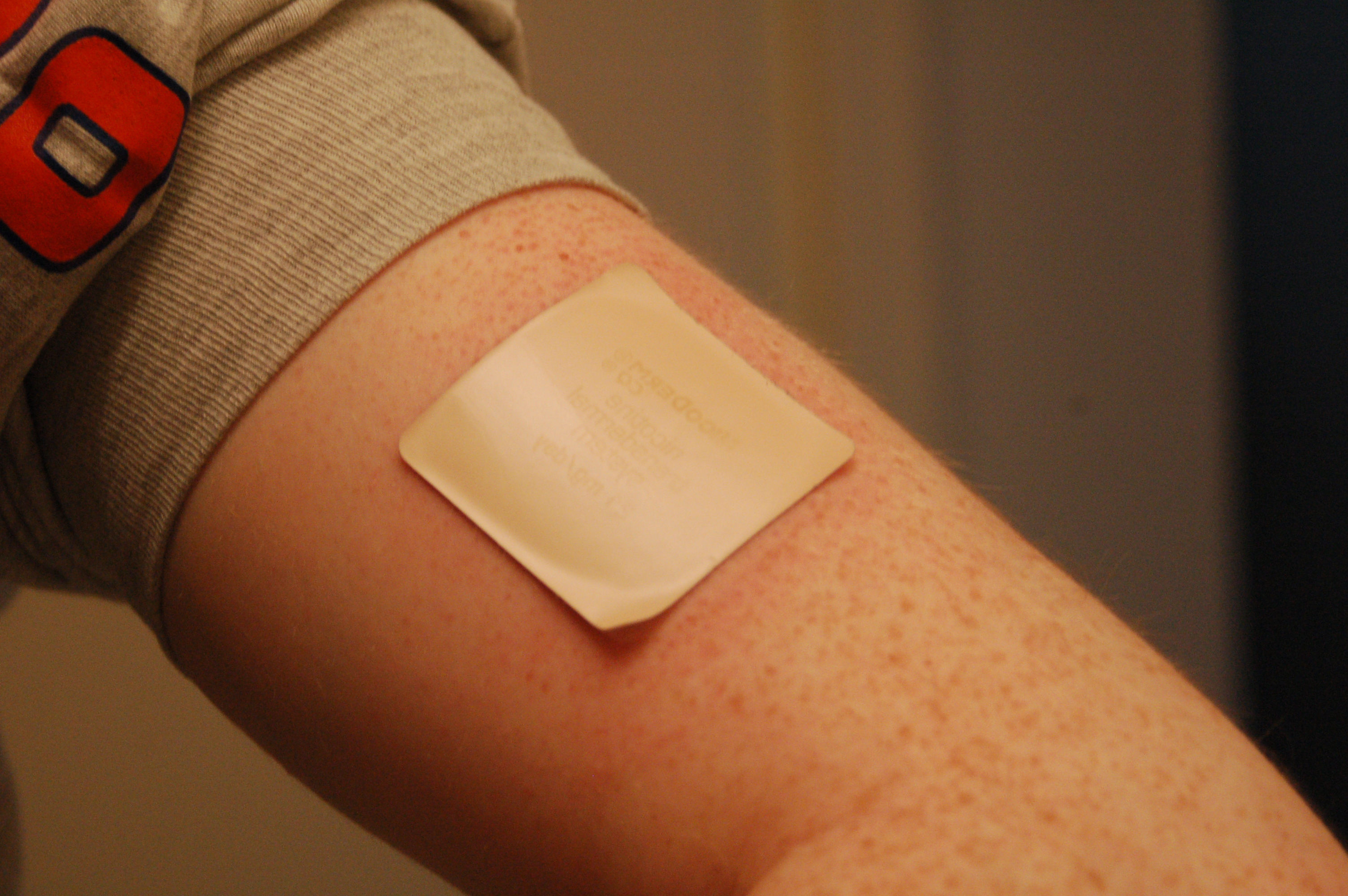
Pegat de 21 mg aplicat al braç esquerre

La investigació recent mostra que la nicotina actua sobre el cervell produint una sèrie d'efectes. Específicament, estudis de la seva naturalesa addictiva han revelat que la nicotina activa les rutes de recompensa – els circuits del cervell que regulen les sensacions de plaer i eufòria.
La dopamina és un dels neurotransmissors clau amb un rol actiu al cervell. Les investigacions mostren que, com que augmenta el nivell de dopamina dins els mecanismes de recompensa del cervell, la nicotina actua com a substància química amb marcades qualitats addictives. En molts estudis s'ha demostrat que és més addictiva que la cocaïna i l'heroïna, tot i que el tractament crònic té un efecte invers sobre els llindars de recompensa. Com altres drogues físicament addictives, la nicotina provoca una subregulació de la producció de dopamina i altres neurotransmissors estimulants quan el cervell intenta compensar l'estimulació artificial. A més, es redueix la sensibilitat dels receptors nicotínics. Per equilibrar aquest mecanisme de compensar, el cervell sobreregula al seu torn el nombre de receptors, tornant complexos els seus efectes reguladors amb mecanismes de compensació que intenten equilibrar altres mecanismes de compensació. L'efecte net és un increment de la sensibilitat de les rutes de recompensa, al revés d'altres drogues d'abús com la cocaïna i l'heroïna, que redueixen la sensibilitat de les rutes de recompensa. Aquesta alteració cerebral neuronal es manté durant mesos després de cessació de l'administració. Degut a l'augment de la sensibilitat de les rutes de recompensa, l'abstinència de la nicotina és relativament lleu en comparació amb l'abstinència de l'etanol o l'heroïna. La nicotina també té el potencial per provocar dependència en animals no humans. S'ha administrat nicotina a ratolins, que han presentat reaccions d'abstinència quan se'ls en deixa d'administrar.

### Prevenció immunològica
A causa de l'addicció severa i dels efectes maliciosos del fumar, s'han desenvolupat alguns protocols de vacuna. El principi parteix de la premissa que si un anticòs està enllaçat a una molècula de nicotina s'impedirà que es difongui a través dels capil·lars, de tal manera que serà menys probable que mai afecti el cervell mantenint-lo junt amb receptors nicotínics.

## Toxicologia
La LD50 de la nicotina és de 50 mg/kg en les rates i 3 mg/kg en els ratolins. 40–60 mg (0,5-1,0 mg/kg) pot ser una dosi letal pels humans adults. Per tant, la nicotina té una toxicitat alta en comparació amb molts altres alcaloides com la cocaïna, que té una LD50 de 95,1 mg/kg quan és administrada a ratolins. Tanmateix, és impossible patir una sobredosi a base únicament de fumar (tot i que és possible si algú es posa pegats de nicotina, mastega xiclets de nicotina i/o fuma tabac alhora). Vessar una concentració extremament alta de nicotina a la pell pot provocar intoxicació o fins i tot la mort, car la nicotina passa fàcilment al flux sanguini a través de la pell.
Les propietats carcinògenes de la nicotina per si sola (separada del fum de tabac) no han estat avaluades per la IARC, i no ha estat assignada a cap grup oficial de carcinògens. La literatura disponible actualment indica que la nicotina, per si sola, no promou el desenvolupament de càncer en teixit sa i no té propietats mutàgenes, però sí que accelera el creixement i la migració de cèl·lules canceroses ja existents, a més de convertir algunes cèl·lules precanceroses en canceroses.
Les propietats teratògenes de la nicotina encara no han estat estudiades adequadament, i tot i que es creu que les probabilitats que la nicotina causi deformitats als fetus són ínfimes o inexistents, els fabricants de productes substitutius de la nicotina recomanen consultar-ho amb un metge abans d'utilitzar un pegat de nicotina o xiclet de nicotina, si una dona està embarassada o alleta el seu fill. Tanmateix, s'ha demostrat que la nicotina i l'augment que causa de l'activitat colinèrgica dificulten l'apoptosi, que és un dels mètodes pels quals el cos destrueix cèl·lules no desitjades (mort cel·lular programada). Com que l'apoptosi ajuda a eliminar cèl·lules mutants o danyades que eventualment podrien esdevenir canceroses, les accions inhibidores de la nicotina poden crear un medi més favorable pel desenvolupament del càncer, tot i que això encara està per demostrar.

## Relació amb malalties circulatòries
La nicotina té efectes molt potents sobre les artèries d'arreu del cos. És un estimulant, augmenta la pressió sanguínia i és un vasoconstrictor, fent que sigui més difícil pel cor bombar sang a través de les artèries constringides. Fa que el cos alliberi reserves de greix i colesterol a la sang.
S'ha especulat que la nicotina augmenta el risc de coàguls a la sang, incrementant el plasminogen activador inhibidor-1, tot i que això no ha estat demostrat. El nivell de fibrinogen plasmàtic està elevat en els fumadors, i encara durant l'exacerbació aguda de les malalties pulmonars obstructives cròniques. A més, el Factor XIII, que estabilitza els coàguls de fibrina, està elevat en els fumadors. Tanmateix, fins ara no s'ha demostrat que cap d'aquests dos factors sigui causat per la nicotina. Si es coagula sang dins una artèria, el flux sanguini es redueix o s'atura, els teixits perden la seva font d'oxigen i nutrients i moren en qüestió de minuts.
La circució perifèrica (les artèries que van a les extremitats) també és altament susceptible als efectes vasoconstrictors de la nicotina, així com al risc incrementat de coàguls.

## Usos terapèutics
L'ús terapèutic principal de la nicotina és en el tractament de la dependència de la nicotina per tal d'eliminar el tabaquisme, amb els seus perills per la salut. S'administren nivells controlats de nicotina als pacients per mitjà de xiclets, pegats dèrmics, losanges, cigarretes electròniques o de substitució, o esprais nasals, en un intent de posar fi a la seva dependència.
Tanmateix, en algunes situacions, s'ha observat que el tabaquisme sembla tenir un valor terapèutic pels pacients. Aquests fets reben el nom de "paradoxes del fumador". Tot i que en la majoria de casos el mecanisme en si és poc o gens comprès, generalment es creu que l'acció beneficiosa principal és deguda a l'administració de nicotina, i que l'administració de nicotina sense fumar pot resultar igual de beneficiosa que fumant, sense el risc més elevat que provoquen el quitrà i altres ingredients presents en el tabac.
Per exemple, estudis recents suggereixen que els consumidors de nicotina necessiten una revascularització menys freqüent després d'una angioplàstia coronària. S'ha demostrat sovint que els consumidors de nicotina tenen un risc menor de colitis ulcerosa segons la dosi que prenguin; l'efecte desapareix si l'individu deixa de prendre nicotina. Consumir nicotina també sembla interferir amb el desenvolupament del sarcoma de Kaposi, o de càncer de mama entre les dones que porten el gen de gran risc BRCA,
preeclàmpsia, i trastorns atòpics com ara asma al·lèrgica. Un possible mecanisme d'acció en aquests casos seria que la nicotina actués com a agent antiinflamatori, i interferint amb el procés inflamatori, car la nicotina té efectes vasoconstrictors.